# Giuseppe Fornaciari (politico)
Giuseppe Fornaciari (Reggio nell'Emilia, 27 settembre 1836 – Reggio nell'Emilia, 16 agosto 1896) è stato un avvocato e politico italiano.

## Biografia
Figlio di Luigi Fornaciari e Giuseppa Davoli, sposato con Elvira Saccardi. Di professione avvocato, laureatosi in giurisprudenza all'università di Modena, insegnò nella nativa Reggio prima di dedicarsi all'attività politica. Fornaciari fu presidente del Consiglio provinciale di Reggio Emilia dall'11 agosto 1884 al 25 ottobre 1889, e ricoprì ulteriori rilevanti cariche a livello locale: fu infatti consigliere e assessore comunale a Reggio e membro della deputazione provinciale della stessa città. Fu anche presidente dell'ospedale psichiatrico San Lazzaro di Reggio Emilia per oltre vent'anni, ed investito dell'onorificenza di Cavaliere dell'Ordine della Corona d'Italia il 26 agosto 1873.
Fornaciari venne eletto deputato per la prima volta nella X legislatura nel gruppo del centrodestra il 22 dicembre 1867 e rimase alla Camera ininterrottamente sino alla XVI legislatura, quando venne eletto al Senato il 4 dicembre 1890 sotto la XVII legislatura.